# Navaleno
Navaleno – gmina w Hiszpanii, w prowincji Soria, w Kastylii i León, o powierzchni 25,03 km². W 2011 roku gmina liczyła 877 mieszkańców.